# タンポポ編集部 OH-SO-RO!
タンポポ編集部 OH-SO-RO!（タンポポへんしゅうぶ おそろ）は、2000年10月から2003年9月まで、TBSラジオをはじめJRN系列各局で放送されていたラジオ番組。通称:オソロ。

## 出演
- タンポポ - 女性アイドルグループモーニング娘。の派生ユニットである。
  - 飯田圭織（2000年10月-2002年9月）
  - 矢口真里（2000年10月-2002年9月）
  - 石川梨華（2000年10月-2003年9月）
  - 加護亜依（2000年10月-2002年9月）
  - 柴田あゆみ（2002年9月-2003年9月）
  - 紺野あさ美（2002年9月-2003年9月）
  - 新垣里沙（2002年9月-2003年9月）

## 概要
放送時間はTBSラジオのみ火曜24:00 - 25:00（2002年5月14日から2003年3月18日までは5分のミニ番組「セインのRAIJIN Junk English」が内包されていた関係で、24:00 - 24:55までに短縮された）で、ネットしていたJRN系列のラジオ局では同じ火曜27:00 - 28:00（こちらも2002年5月14日から2003年3月18日までは上記番組が内包された関係で27:05 - 28:00までに短縮された）。
2000年10月3日に『Be@t B@by!! タンポポ編集部 OH-SO-RO!』として放送スタート。2002年4月にBe@t B@by!!枠がJunk枠に変更されたため、『火曜Junk タンポポ編集部 OH-SO-RO!』へタイトルを改めた。
タイトルは、10代の若者の、共通のファッション、流行、悩み、喜びを皆で分かち合う「おそろい」の番組にしようと考え、番組ディレクターのオフサイド大西が名付けた。
番組当初は番組全体を編集部として、フリーペーパーを発行していこうというコンセプトで進めていき、月に1回フリーペーパーを発行していたが、メンバー個人の仕事が多くなるにつれ、次第にフリーペーパーの発行が途切れ、最終的には、最終回前にまとめて発行という形になった。当時の「編集長」は飯田圭織（音楽担当もかねていた。）。矢口真里は特集記事担当、石川梨華は悩み相談担当、加護亜依はコラム担当。
2002年9月にタンポポのメンバーチェンジが行われたが、それに伴い編集部のメンバー（パーソナリティ）も変更。変更後の「編集長」は石川梨華（前代から引き続き、悩み相談担当もかねていた）。柴田あゆみはスクープ担当、紺野あさ美はランキング担当、新垣里沙は4コマまんが担当。
番組は必ずしも4人全員がそろって放送が出来るわけではなかった。スケジュールの都合などで2 - 3人で担当していた（特に、当時中学生だった新垣にいたっては数ヶ月も出演できないということもあった）。
コーナーのゲームに負けると過去のインタビューで答えた聞くと恥ずかしい発言が紹介された。その時の恥ずかしい言葉＝恥言を発表していたのはB-JUNKを担当していた矢村貴子。
2003年9月にJunkの24時台放送枠（1時間枠）が消滅したため、番組は終了。